# داماد میلیونر
داماد میلیونر فیلمی به کارگردانی  و نویسندگی سالار عشقی ساختهٔ سال ۱۳۳۸ است.

## بازیگران
- غلامحسین بهمنیار
- سیما
- محمود نوربخش
- همایون